# Elecciones generales de Quebec de 2007
Las elecciones generales quebequesas de 2007 se celebraron el 26 de marzo de 2007 y fueron convacadas por el primer ministro Jean Charest el 21 de febrero. Fue elegida la Asamblea Nacional de Quebec, compuesta por 125 diputados para la 38a legislatura; se trató de las 38as elecciones generales en la provincia desde la creación de la confederación canadiense en 1867.
Se eligió al Partido Liberal de Quebec, que gobernaba entonces la provincia y era dirigido por Jean Charest. La Acción Democrática de Quebec de Mario Dumont formó la oposición oficial y el Partido Quebequés de André Boisclair fue el segundo grupo de oposición. Se trató del primer gobierno minoritario en Quebec desde 1878 y los liberales obtuvieron el porcentaje más débil desde la creación de la confederación.

## Contexto

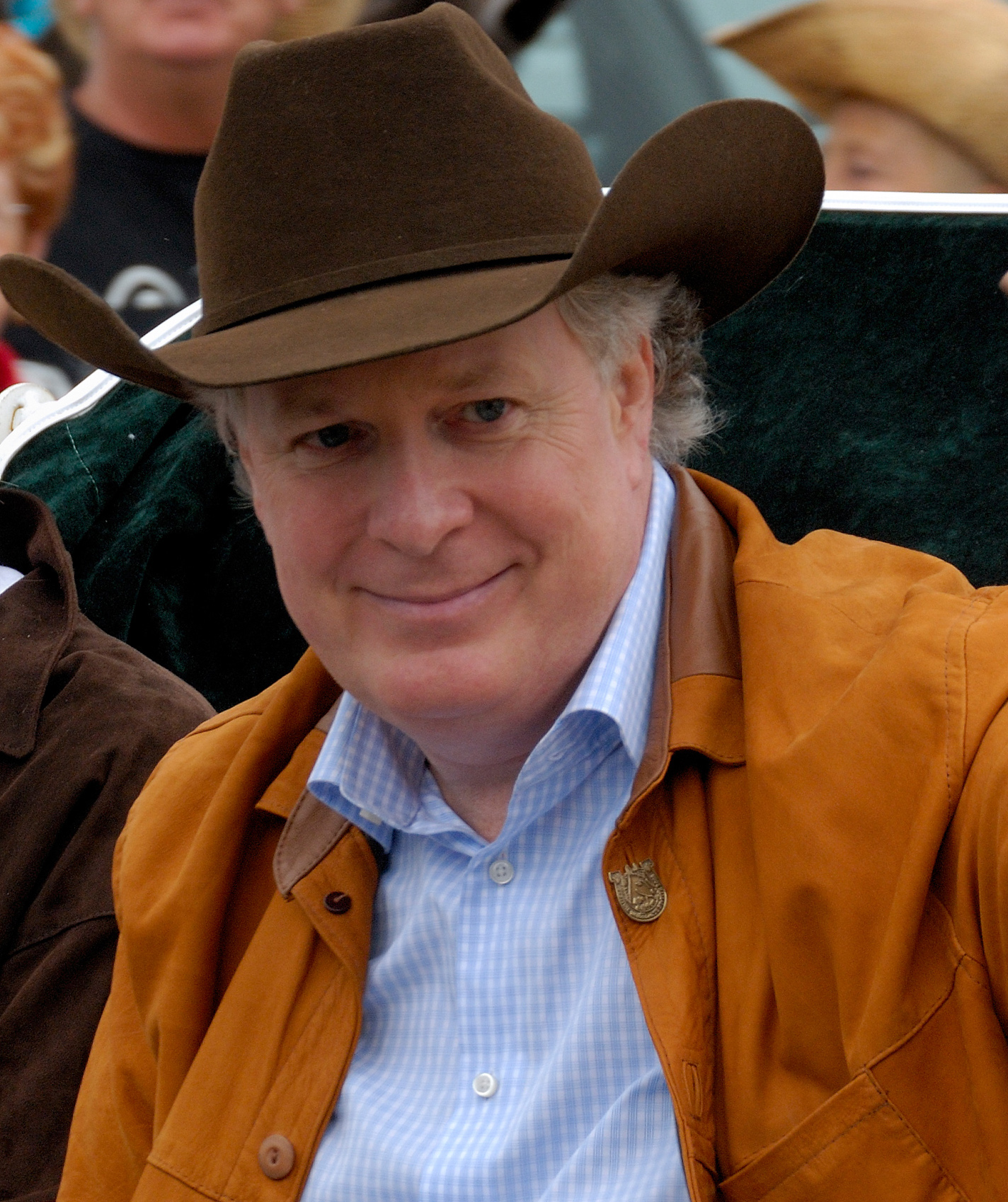
Jean Charest, jefe del Partido liberal

El 21 de febrero, Jean Charest pidió a la teniente-gobernadora Lea Thibault que disolviera la Asamblea Nacional y que convocase elecciones. La fecha de los comicios se fijó para el 26 de marzo.

### Reforma electoral
Durante la 37a legislatura , Benoît Pelletier, el ministro responsable de la reforma electoral, anunció querer hacer dos proyectos de ley sobre la reforma electoral durante la sesión de otoño. El ejecutivo consideró la posibilidad de un referéndum sobre la reforma del sistema electoral que se habría desarrollado conjuntamente con la elección general. Un referéndum similar tuvo lugar durante las elecciones generales de 2005 en Columbia Británica y era probable que un referéndum sobre la reforma electoral tuviera lugar en Ontario también al mismo tiempo que las próximas elecciones generales en esta provincia. Sin embargo, esta proposición fue eliminada definitivamente el 7 de noviembre de 2006 por las instancias dirigentes del Partido Liberal, que no apoyaron la proposición del ministro Pelletier. El 13 de diciembre, el ministro Pelletier anunció que la reforma sería pospuesta. Pidió al director general de las elecciones analizar algunos problemas relacionados al sistema electoral y emitir un informe antes de junio de 2007.

### Modificación de la ley electoral
Se modificó la Ley electoral de Quebec y estas modificaciones se aplicarían durante esta elección de 2007. Se permitió ahora a los candidatos que no vivían en la circunscripción donde se presentaban votar en ésta, indicando como dirección su despacho de campaña. Este cambio fue criticado por ciertos analistas que lamentaron que el vínculo existente entre el diputado y su circunscripción resultase cada vez menos importante y que «las circunscripciones resultan un tipo de mercancía electoral».

El 22 de marzo, como consecuencia de una controversia que implicaba mujeres musulmanas que deseaban usar su Niqab, el director general de las elecciones, utilizando los poderes concedidos por el artículo 490 de la Ley electoral de Quebec, declaró la obligación para todos los electores de tener la cara descubierta durante el voto. Esta medida solo se aplicaría para esta elección.

## Desafíos

### Medio ambiente
El medio ambiente era una preocupación importante para numerosos electores quebequeses. Según un sondeo CROP, el 19 % de los quebequeses estimaban que el medio ambiente sería la cuestión dominante de la presente campaña electoral. El escándalo público después del anuncio de la construcción de la central del Suroît, el debate que rodeaba el respeto de las modalidades del protocolo de Kioto, la implantación de parques eólicos privados, los acontecimientos que rodeaban la privatización de una sección del parque nacional del Mont-Orford y el debate con relación al alargamiento de la autopista 25 en la región de Montreal demostraron la importancia creciente del dossier.

### Relaciones federales-provinciales
Jean Charest deseaba negociar una solución al problema del desequilibrio fiscal entre los ejecutivos federal y provinciales con el primer ministro federal Stephen Harper.
André Boisclair afirmó querer convocar otro referéndum sobre la soberanía "lo más pronto posible durante el mandato" si lo llevaban al poder, conforme a lo que estaba inscrito en el programa electoral del Partido Quebequés.

## Resultados

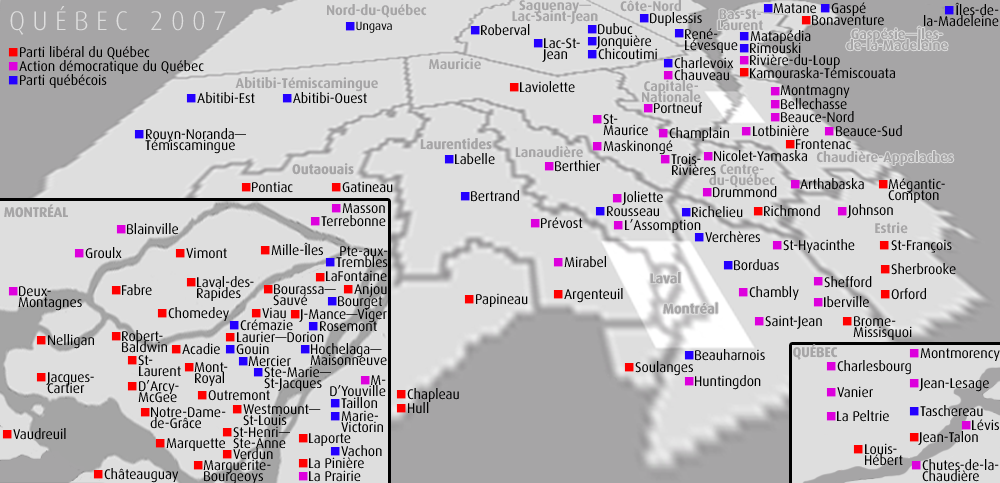
Resultados por regiones y por circunscripciones electorales